# Trollichthys bolcensis
Trollichthys bolcensis è un pesce osseo estinto, appartenente ai clupeiformi. Visse nell'Eocene medio (circa 48 milioni di anni fa) e i suoi resti fossili sono stati ritrovati nel famoso giacimento di Bolca, in Italia.

## Descrizione
Questo pesce era di piccole dimensioni e la lunghezza massima era di circa 10 centimetri. Il corpo era allungato e compresso lateralmente. Il muso era appuntito, e la bocca era posta in posizione terminale con la mandibola leggermente prominente. Erano presenti due supramaxillae; quella anteriore era piccola e a forma di bastoncino, mentre quella posteriore era simmetrica e a forma di cucchiaio. Il palato e le fauci erano prive di denti. Erano presenti 41 o 42 vertebre preurali e da 22 a 24 costole pleurali. Erano assenti i caratteristici scudi prepelvici e postpelvici tipici dei clupeidi, con l'eccezione di un singolo scudo pelvico privo di carena e a forma di W, che circondava la base delle pinne pelviche. Non erano presenti nemmeno gli scudi dorsali. La pinna dorsale si trovava a circa metà del corpo, e possedeva 16 raggi. Le pinne pettorali invece erano dotati di 14 raggi, e si originavano più o meno all'altezza della base della pinna dorsale; le pinne pelviche erano dotate di otto raggi. 

## Classificazione
Trollichthys bolcensis venne descritto per la prima volta nel 2015, sulla base di alcuni esemplari completi ritrovati nella famosa Pesciara di Bolca, in provincia di Verona. I fossili indicano che Trollichthys era un rappresentante dei clupeidi, il gruppo di pesci comprendente sardine e aringhe. In particolare, Trollichthys sembrerebbe essere stato un membro dei Dussumieriinae, le cosiddette "round herrings". All'interno della sottofamiglia Dussumieriinae, Trollichthys era piuttosto simile a Etrumeus e in particolare a Spratelloides. 

## Paleobiologia
Trollichthys era un piccolo pesce che viveva in caldi mari tropicali nei pressi della riva, nutrendosi di plancton.